# Thomas Anderson (botânico)
Thomas Anderson (Edimburgo, 26 de fevereiro de 1832 — Edimburgo, 26 de outubro de 1870) foi um médico e botânico britânico.